# قرار مجلس الأمن التابع للأمم المتحدة رقم 1853
قرار مجلس الأمن التابع للأمم المتحدة رقم 1853 المتخذ بالإجماع في 19 ديسمبر 2008م.

## القرار
أذن مجلس الأمن بإعادة تشكيل فريق رصد حظر الأسلحة في الصومال لمدة عام، وأضاف خبيرًا خامسًا للتعامل مع المهام الإضافية التي أسندها إلى ولاية موسعة.
اتخذ المجلس بالإجماع القرار 1853 (2008) المقدم من المملكة المتحدة بموجب الفصل السابع، وقرر المجلس أن يواصل فريق الرصد المنشأ عملا بالقرار 1519 (2003) المهام المبينة في الفقرات 3 (أ) إلى (ج) من القرار 1844 (2008) -الذي عزز حظر الأسلحة المفروض على الدولة الصومالية المبتلاة بالعنف من خلال تحديد عقوبات على المخالفين وتوسيع ولاية اللجنة التي تشرف على الحظر- وتنفيذ المهام المبينة في الفقرات 23 (أ) إلى (ج) من ذلك القرار.
وبموجب النص سيواصل فريق الرصد أيضا التحقيق في جميع الأنشطة، بما في ذلك في القطاعات المالية والبحرية وغيرها من القطاعات، التي تدر الإيرادات المستخدمة لارتكاب انتهاكات حظر توريد الأسلحة. كما ستواصل، من بين واجبات أخرى، التحقيق في أي وسيلة نقل وطرق وموانئ ومطارات وغيرها من المرافق المستخدمة فيما يتعلق بهذه الانتهاكات.
وسيواصل فريق الرصد أيضا تنقيح وتحديث المعلومات المتعلقة بمشروع قائمة الأفراد والكيانات الذين انتهكوا الحظر، الذي فرض لأول مرة بموجب قرار مجلس الأمن 733 (1992). ومن بين المهام الأخرى، سيساعد في تحديد المجالات التي يمكن فيها تعزيز قدرات دول المنطقة لتيسير تنفيذ حظر توريد الأسلحة، فضلا عن التدابير المفروضة في الفقرات 1 و3 و7 من القرار 1844 (2008).

## روابط خارجية
- نص القرار في undocs.org